# Aftenposten
Aftenposten es el segundo periódico de más tirada de Noruega (detrás de Verdens Gang) con 256 000 ejemplares en la edición de la mañana, 155 400 en la de la tarde y 232 900 en la del domingo (2003). Con una larga tradición de periodismo serio y prestigioso, fundado el 14 de mayo de 1860, durante mucho tiempo se le consideró el líder de los diarios noruegos. Es propiedad de la empresa noruega Schibsted. Tiene unos 740 empleados, con sede central en Oslo. De tendencia conservadora, su editor es Hans Erik Matre (2005).
- Datos: Q388841
- Multimedia: Aftenposten / Q388841